# Unreal
Unreal es un videojuego de disparos en primera persona creado por Epic MegaGames (más tarde Epic Games), Digital Extremes y publicado por GT Interactive en el año 1998. Dispone de versiones para las plataformas GNU/Linux, Microsoft Windows y Apple Macintosh. Es el origen de la serie de videojuegos Unreal y de su motor Unreal Engine. El motor de juego del Unreal original sería la base de muchos otros juegos de la época. Su expansión, Return to Na Pali, fue lanzada el 1999. Ambos juegos fueron fusionados en un compilado llamado Unreal Gold, que se encuentra disponible para la venta en Steam y sin anticopias en GOG.com. Adicionalmente, Unreal Gold usa un nuevo motor basado en Unreal Tournament.
La finalidad del juego no es otra que pasar niveles, tomar armas y objetos y derrotar enemigos hasta acabar el juego. Sin embargo, a pesar de ser un modelo de juego ya muy explotado, en el momento de su lanzamiento Unreal significó un gran paso adelante debido a la buena inteligencia artificial de los enemigos y a los gráficos de los que hacía gala.

## Argumento
Nota: El argumento se basa en Unreal Gold, en el cual se incluye la expansión Return to Na Pali.
En la "modalidad aventura", el jugador encarna al Prisionero 849 cuya identidad no se especifica. Nuestro protagonista viaja encerrado en su celda a bordo de una enorme nave prisión llamada Vortex Rikers, procedente del Planeta D.D.L-nqn. Durante el transcurso de su viaje interplanetario, la nave es capturada por misterioso rayo de energía que la arrastra hacia el cercano planeta Na Pali y la fuerza a realizar un aterrizaje de emergencia en el que termina estrellada en la cima de unos acantilados.
A causa del impacto, la mayor parte de prisioneros y tripulantes fallecen, mientras que el prisionero 849 resulta gravemente herido y queda inconsciente en su celda. Cuando el protagonista recupera el conocimiento observa una escena desoladora, ya que la sala donde se encuentra su celda está destruida, llena de escombros, cadáveres y de fondo pueden escucharse siniestros gritos de dolor. Por fortuna para él, los daños causados en la nave han desactivado el sistema de seguridad dejando abiertas las puertas de plasma de las celdas permitiéndole escapar. A partir de ese momento es cuando el jugador tomará el control del protagonista por primera vez iniciando su camino para salir de ese lugar.
Mientras busca una salida al exterior, el prisionero 849 se encuentra entre los escombros un traductor universal que le resultará vital para poder traducir los extraños mensajes en lenguas alienígenas que hallará en su camino y no tardará en encontrar también su primera arma en el juego, la 'pistola de dispersión'. Sin embargo, no será lo único llamativo que encontrará ya que al avanzar por los pasadizos de la nave podrá observar a lo lejos a una extraña criatura que acecha entre las sombras, dejándole claro que no está ni solo ni a salvo en ese lugar. Más adelante el jugador descubre que se trata de un Skaarkj. 
Cuando por fin logra alcanzar el exterior de la nave prisión, el jugador se encontrará por primera vez el misterioso planeta Na-Pali, hogar natal de los Nali, una primitiva y pacífica raza alienígena de aspecto humanoide que vivía en armonía con su entorno. Sin embargo, Na-Pali es también un planeta sumamente rico en Tarydium, un cristal exótico que posee un alto nivel de energía. Por esa razón tanto el planeta como sus habitantes han sido invadidos y sometidos por los Skaarj, una agresiva raza alienígena que cuenta con feroces guerreros y avanzada tecnología.
Tras conseguir escapar de Vortex-Rikers el prisionero 849 iniciará la verdadera aventura de esta historia donde deberá recorrer el planeta Na-Pali adentrándose en las minas de Tyradium, visitando antiguas aldeas, ciudades, templos y fortalezas Nali ahora infestadas de tropas Skaarj, enormes naves espaciales estrelladas, así como otros misteriosos lugares. Durante el recorrido el jugador podrá hacer uso de distintas armas e items dispersos por la zona. Según avance y explore el lugar, el prisionero 849 hallará manuscritos, notas y diarios electrónicos que permitirán reconstruir la historia del planeta, sus habitantes y las atrocidades que los malvados invasores Skaarj han realizado sobre los Nali y los supervivientes de las naves accidentadas sobre el planeta.
La misión principal del juego será abandonar Na-Pali, eliminando para ello a todo enemigo que se interponga entre nosotros y nuestro destino, el cual culminará al llegar a la enorme nave nodriza Skaarj, donde tras destruir su reactor principal tendrá lugar el combate final, en el cual el prisionero 849 se deberá enfrentar a la Reina Skaarj. Tras una cruenta batalla y una vez vencida la Reina, el protagonista logrará subir a una nave Skaarj y escapará de Na-Pali. Sin embargo la nave no llega muy lejos y queda en órbita alrededor del planeta a la espera de ayuda. 
A partir de ese momento la historia enlaza con la expansión del juego, llamada Return to Na Pali, donde el protagonista es arrestado de nuevo en otra nave llamada UMS Bodega Bay. En esta nueva aventura el prisionero es enviado de regreso a Na Pali por orden de la UMS (the Unified Military Services) para localizar la nave UMS Prometheus, que se había estrellado en alguna parte del planeta alienígena, con el objetivo de recuperar una valiosa información que contiene. Para ello, la UMS deja un suministro de armas e items que serán de utilidad para la misión de búsqueda. Sin embargo al poco de iniciar su camino una filtración en las comunicaciones permite al prisionero 849 descubrir que está siendo perseguido por la UMS y los funcionarios deben eliminarlo para mantener el secreto. Por tanto, durante la mayor parte del tiempo el prisionero estará solo ante los distintos peligros que lo acechen y deberá enfrentarse tanto a los Skaarj como a los funcionarios de la UMS. 
La misión principal de la expansión será localizar la nave UMS Prometheus y extraer su información para poder abandonar de nuevo el planeta Na-Pali. Para ello el jugador eliminará a todo enemigo que se le interponga, al tiempo que recorre los distintos escenarios del planeta Na-Pali, los cuales le llevarán finalmente a vengarse de la UMS, destruyendo a la nave Bodega Bay y escapando al espacio exterior en una nueva nave, esta vez con rumbo a la Tierra.

## Entorno

### Enemigos
Enemigos no originarios del planeta Na-Pali:
- Skaarj, son los principales rivales durante el juego, ágiles e inteligentes. Se trata de una especie alienígena invasora, de tecnología avanzada. Lanzan rayos de energía a distancia y tienen grandes garras para los ataques en proximidad. Existen distintos tipos y pueden llegar a blindarse temporalmente usando escudos de energía.
- Krall. Es una feroz y primitiva raza alienígena de origen desconocido, tan solo se sabe que fueron esclavizados por los Skaarj, quienes los usan como soldados. Existen de dos clases, los normales y los de élite. Tienen un arma en forma de bastón con la que puede golpearnos o bien disparar rayos de energía.
- Mercenary. Estos guerreros son una raza alienígena que rivaliza con los propios Skaarj por el control del Tarydium. Su procedencia no queda clara, pero al parecer una de sus naves también se estrelló en el planeta (al igual que ocurrió con la nuestra). A raíz de aquello algunos fueron capturados y sometidos por los Skaarj para usarlos como soldados, mientras que el resto combaten por su propia cuenta. Su tecnología alienígena es muy avanzada, son astutos, rápidos y ágiles. Están equipados con cañones y pueden crear pequeños escudos energéticos en torno a su cuerpo que les protegen de nuestros disparos.
- Brute. Son guerreros al servicio de los Skaarj y sin duda son "tipos duros" de matar. Tienen una fuerte armadura y disparan misiles por lo que es peligroso atacarlos tanto de cerca como de lejos.
- Slith. Es el equivalente a la versión anfibia de los Skaarj. Suele encontrarse nadando en el agua, pero también puede salir de ella y deslizarse hasta nosotros. Tiene un aspecto similar a una serpiente humanoide. Ataca dando zarpazos y lanzando ácido a distancia.
- Skaarj Queen. Será nuestro enemigo final. Grande y de aspecto temible, conviene ir bien preparado cuando llegue el momento de enfrentarse a ella.

Enemigos originarios del propio planeta Na-Pali:
- Tentacle. Estos seres cuelgan de los techos y permanecen inactivos hasta que detectan movimiento cercano. En ese momento sacan sus tres tentáculos y atacan lanzando dardos venenosos.
- Devil Fish. Tienen aspecto semejante a un pez alargado y de grandes fauces. Son algo lentos en sus movimientos. Habitan lagos y estanques. Normalmente atacan en pequeños grupos aunque se les puede encontrar solos también.
- Little fish. Son pequeños y rápidos peces que atacan en grupos como si de pirañas se tratara.
- Mantas. Seres voladores con forma de "pez manta" que nos rodearán y atacarán desde el aire. En la secuela del juego existe una versión mucho mayor de este enemigo, llamada Giant Manta.
- Squid. Tiene aspecto de pulpo, se encuentra en el agua y ataca usando sus tentáculos. Como curiosidad, este enemigo estaba destinado a aparecer en los niveles "Bluff Eversmoking" y "Dasa Mountain Pass", pero finalmente fue eliminado del juego. Sin embargo puede cargarse en cualquier lugar y escenario utilizando los trucos correspondientes.
- Fly. Una especie de insectos voladores semejantes a libélulas o moscas con cola de escorpión. Atacan desde el aire con dardos venenosos.
- Spider. Pequeño seres de forma arácnida que merodean en la oscuridad emitiendo un sonido característico y atacan frecuentemente en grupo lanzándose sobre nosotros.
- Gasbag. Son enemigos volantes de aspecto esférico, con grandes ojos y dos grandes brazos. Lanzan proyectiles de energía y estallan al ser destruidos. Se desplazan lentamente por el aire. Su origen es desconocido, podrían ser un experimento genético de los Skaarj, pero la teoría más extendida es que son seres pertenecientes a la fauna salvaje de Na-Pali.
- Giant Gasbag. Muy similar a sus hermanos menores, pero unas tres veces mayor y más fuerte. Tan solo encontraremos uno en todo el juego (concretamente en la parte superior del castillo Nali).
- Titan. Los hay de dos tipos, los normales y los llamados "Stone Titans" (titanes de piedra). Son los enemigos más grandes y fuertes del juego (solo superados por la enemiga final). Lanzan rocas a gran distancia arrancándolas directamente del terreno y si estamos cerca pueden llegar a aplastarnos. Son lentos en sus movimientos y ataques, lo cual puede darnos cierta ventaja para escapar o bien para atacarles.

### Aliados
- Nali, especie nativa de Na-Pali, de aspecto humanoide, altos y poseen cuatro brazos. Son inteligentes aunque primitivos tecnológicamente hablando. Su cultura tiene un fuerte componente religioso y espiritual hasta el punto de ser capaces de teletransportarse gracias al poder de la meditación. Son criaturas de naturaleza pacífica por lo que fueron fácilmente sometidos y esclavizados por los Skaarj cuando éstos invadieron Na-Pali y ahora los usan como esclavos en las minas de Tarydium. A pesar de ello, en alguna ocasión podremos encontrar armas junto al cadáver de algún Nali por lo que podría interpretarse como que algunos trataron de rebelarse contra sus opresores. Serán los únicos aliados con los que contaremos, siempre que puedan nos ayudarán a encontrar pasajes ocultos y salas secretas.

### Armas
Todas las armas disponen de dos tipos de disparo, uno primario y otro secundario. Para la pistola de dispersión se pueden obtener algunos objetos que modifican su potencia de fuego. Las armas que se pueden usar en el juego son:
- Pistola de dispersión (pistola de energía autorecargable) Nota: esta arma se puede aumentar hasta el nivel 5 mediante baterías para la pistola de dispersión.

1.er disparo: Lanza un rayo de energía, que puede iluminar zonas oscuras.
2.º disparo: Sobrecarga el arma hasta un 500%, lanzando un rayo que hiere de forma mortal al oponente, incluso puede hacerle daño al dueño del disparo (mientras más potenciadores tiene, más grande será el daño).
- Automag (pistola sencilla con balas convencionales) Nota: al disparar 20 balas, el Automag debe recargarse.

1.er disparo: Dispara de forma normal, como cualquier pistola, muy precisa.
2.º disparo: Modo "gangsta" como algunos le dicen; la pistola se pondrá de forma lateral y disparará de forma más rápida, aunque menos precisa.
- Pistola de Taryduim

1.er disparo: Dispara cristales a modo de ametralladora.
2.º disparo: Lanza 5 cristales en un solo disparo.
- ASMD (potente cañón de energía eléctrica)

1.er disparo: Dispara un rayo instantáneo, puede herir al oponente seriamente.
2.º disparo: Lanza una bola de energía lenta que puede herir a personajes cercanos. 
Nota: Si se dispara primero la bola y luego el rayo instantáneo, se logrará una explosión energética que puede matar instantáneamente a cualquier individuo que esté en su radio de alcance.
- Eightball (lanzamisiles guiados por calor o granadas explosivas)

1.er disparo: Lanzacohetes, al mantener el botón de disparo, empezará a cargar hasta 6 cohetes. Nota: si se le suma el 2.º disparo, dispara centrado en vez de lineal.
2.º disparo: Lanzagranadas, también puede cargar hasta 6 granadas si se mantiene el botón de disparo secundario.
- Cañón flak (lanza proyectiles y granadas con metralla)

1.er disparo: Dispara fragmentos de metralla, ideal para cortas distancias.
2.º disparo: Lanza una granada que al impactar, dejará fragmentos de metralla, puede causar daños graves al oponente. Ideal para disparar en altura.
- Razor Jack (lanza discos-cuchilla)

1.er disparo: Lanza discos cortantes de forma horizontal, puede producir "headshots" si se apunta al cuello.
2.º disparo: Similar al 1.er disparo, sin embargo, los discos viajan de forma vertical y siguen la mira del jugador.
- Bio-rifle GES (lanza un gel explosivo)

1.er disparo: Expulsa gel que puede adherirse a las paredes, eficaz para crear trampas.
2.º disparo: Carga el gel explosivo, para luego lanzar uno de gran tamaño, puede matar instantáneamente.
- Rifle francotirador

1.er disparo: Disparo de rifle normal.
2.º disparo: Activa la mira telescópica, úsalo para apuntar y disparar a las cabezas
- Minigun (ametralladora de cañones rotativos)

1.er disparo: Dispara una ráfaga constante de balas, muy precisa.
2.º disparo: Dispara el doble de rápido, efectiva a corta distancia, pero consume demasiada munición.
Otras armas que aparecen en la expansión Return to Na Pali son:
- Rifle de asalto

1.er disparo: Dispara una ráfaga constante de balas, muy precisa, aunque quema la munición demasiada rápida.
2.º disparo: Dispara una bala explosiva, que puede ser efectiva al combinar con el 1.er disparo.
- Lanzamisiles

1.er disparo: Lanzamisiles muy rápidos.
2.º disparo: Dispara un misil lento que puede ser guiado usando el ratón.
- Lanzagranadas

1.er disparo: Lanza granadas, detonan si hacen contacto con algún enemigo o después de algunos segundos.
2.º disparo: Lanza una granada que puede detonarse cuando quiera.

### Objetos
Uno puede encontrar y usar estos ítems en el momento adecuado:
- Traductor: aparato que se utiliza para leer escritos en idiomas que el protagonista no pudiera entender.
- Bengalas: al ser lanzadas se activan e iluminan un área durante un tiempo.
- Flashlight: una linterna que al ser activada ilumina el área correspondiente al centro de visión del jugador. Si su uso es continuado debe ser recargada durante unos segundos para poder volver a utilizarse.
- Semilla de fruta de Nali: al ser lanzada en algún sustrato, automáticamente crece una planta de Nali cuyos frutos sirven para recuperar puntos de energía.
- Escudo de fuerza: al ser activado se genera un escudo que protege de los ataques frontales, quedando fijo en el lugar en el que ha sido activado.
- Equipo de buceo: provee oxígeno durante cierto tiempo al ser usado en medios acuáticos.
- Traje anti-ácido: protege de la corrosión ante la exposición en medios ácidos.
- Amplificador: aumenta el poder del arma activa. Es especialmente útil con la pistola de dispersión, hasta el punto de transformar ésta en un arma definitiva; si bien disminuye la velocidad de disparo.